# Oberbaumbrücke
Oberbaumbrücke er en bro i Berlin. Den krydser floden Spree mellem de tidligere bydele Kreuzberg og Friedrichshain. Den ligger derfor i dag i bydelen Friedrichshain-Kreuzberg og er blevet kendetegnende til den nye bydel.
Broen blev påbegyndt i 1894 og færdig i 1896 af arkitekten Otto Stahn. I 1902 blev der udlagt spor på den øvre del af broen for Berlins metro. Under 2. verdenskrig blev den delvis bombet og 23. april 1945 delvis sprængt efter ordre fra Adolf Hitler. Efter 2. verdenskrig blev broen delvis restaureret indtil opførelsen af Berlinmuren i 1961. Broen krydsede grænsen mellem Vestberlin og Østberlin og blev derfor liggende med berlinmuren krydsende gennem sig. Som følge af dette ophørte restaurationen af broen og den blev til en grænseovergang.
Efter Berlinmurens fald blev broen færdigrestaureret og i 1995 blev metrobanen over broen genoprettet.

## Eksterne links
- Wikimedia Commons har flere filer relateret til Oberbaumbrücke

52°30′07″N 13°26′44″Ø / 52.50194°N 13.44556°Ø